# 乌兰察布集宁机场
乌兰察布集寧机场位于乌兰察布市区北偏东方向，马莲渠乡三成局行政村，距离集宁南站直线距离11.3km，距乌兰察布站、乌兰察布汽车客运总站直线距离20km，2016年4月25日通航。该机场项目总投资5.17亿元，飞行区等级为4C级，跑道长度3,200m，航站楼面积35,700㎡，可满足波音737系列及以下机型飞机起降，站坪机位可同时停放3架波音737系列的C类飞机和1架Y-12等B类飞机。在《中国民用航空发展第十三个五年规划》中，乌兰察布机场被列为续建机场，届时飞行区等级将升级为4E级别，并拟晋升国际机场，机场按照满足2020年吞吐量40万人次、货邮吞吐量900吨设计。

## 航点
| 航空公司     | 目的地         |
| ------------ | -------------- |
| 中国国际航空 | 郑州           |
| 中国南方航空 | 鄭州           |
| 中国東方航空 | 上海-浦東      |
| 天津航空     | 西安、錫林浩特 |